# Madimbania madimbana
Madimbania madimbana är en insektsart som först beskrevs av Giglio-tos 1907.  Madimbania madimbana ingår i släktet Madimbania och familjen gräshoppor. Inga underarter finns listade i Catalogue of Life.